# Revolta Paulista em 1683
A Revolta Paulista em 1683 foi organizada na Capitania de São Vicente pela sociedade paulista que defendia os direitos escravocratas, ocorreu precisamente em São Paulo dos Campos de Piratininga. Quando os paulistas não desejavam que viessem a essa vila nem ouvidores gerais nem corregedores da comarca após ameaças da retirada dos direitos que os paulistas tinham sobre a escravidão de indígenas, iniciaram um levante armado em 10 de janeiro de 1683.  

## Antecedentes
Algumas decisões sobre a escravização indígena com a lei de 1 de abril de 1680 durante o reinado de Afonso VI provocaram violentos protestos em São Paulo dos Campos de Piratininga. No Extremo Norte faziam os inacianos frente aos colonos com maior pertinácia do que no Sul, sobretudo em São Paulo, onde se sentiam muito mais inseguros.
Em 28 de março de 1682 houve tentativa de invasão ao recinto da Câmara de São Paulo, a exigindo o não cumprimento à decisão regia. 
Em 3 de julho de 1682, tendo chegado ao conhecimento dos paulistas que o Papa Inocêncio XI havia enviado um breve ao governo do Brasil sobre a escravidão de indígenas, a população dirigiu-se até a Câmara, a promover desordem e levando o escrivão Jerônimo Pedroso de Oliveira a redigir um requerimento em que protestava violentamente contra a proposta de retirada dos escravos, o que para os paulistas seria um absurdo, visto em consideração que a escravidão era praticada em todo o mundo, principalmente tratando-se de sociedades indígenas, que costumavam escravizar seus inimigos prisioneiros de guerra.

## A revolta
Em 10 de janeiro de 1683, a revolta estourou, os paulistas portando espadas, espingardas e outras armas, em busca de senadores, invadiram a Casa do Conselho e tocaram o sino a rebate, gritando "Viva o Povo! Morra o mau governo!", a cada momento tiros se disparavam prometendo os revoltosos exterminar a todos que fossem contra sua opinião, havendo os seus descendentes por filhos dos inimigos da pátria.
Um dos homens mais violentos de seu tempo foi eleito líder, o bandeirante Bartolomeu Fernandes de Faria, a quem ficou incumbido o trancamento do Caminho do Mar. Intimou a assembleia popular aos vereadores que convocassem todos os capitães da milícia da vila com todos os seus homens a fim de assistirem nela para assim se verem livres dos traidores da pátria. Presenciando a revolta, os jesuítas pensaram em fechar o seu Colégio retirar-se de São Paulo, mas a câmara instantaneamente pediu para que eles ficassem, apontando como mediador o bispo José de Barros Alarcão.
Depois de uma série de atos desatinados por parte dos amotinados, conseguiu o juiz ordinário, capitão Miguel de Camargo que se reduzissem a termo as pretensões dos tão enfurecidos reclamantes. Miguel de Camargo e os vereadores Jorge Rodrigues Velho e Antônio Garcia Carrasco levaram os senadores para o pátio do Conselho da vila, onde lhes requereram que fizessem vereação, que tinham que requerer nela; ao que foi dito pelo juiz que não podia fazer vereação por falta do procurador do Conselho; ao que foi respondido pelo povo que a fizessem com o capitão Roque Furtado Simões, que foi o único procurador em 1681. E pelo capitão Roque Furtado, foi dito e requerido que ele não podia fazer tal vereação. Os paulistas responderam que assistisse nela ou morreria. O que sendo ouvido por Roque Furtado, vendo o fracasso de sua resolução, entrou para o Conselho para não ser morto.

### Desfecho
Os camaristas declararam aceitar a representação popular, desde que os líderes do povo a assinassem, o que logo se fez enchendo-se o papel de uma série de nomes os mais ilustres dentre os paulistanos. No entanto, continuava a situação muito tensa. O governador fluminense Duarte Teixeira proibia terminantemente aos seus jurisdicionados, e sob graves penas, comprarem gentio da terra aos moradores de São Paulo. O príncipe Pedro (futuro Pedro II de Portugal) recomendava-lhe que reprimisse, com a máxima severidade, as incursões dos preadores do Sul entre os índios fluminenses.
Em 8 de março de 1685 esteve iminente novo pronunciamento antijesuítico. Na Câmara se contou que o povo queria repetir as cenas de 1640 e assim recorreu o poder municipal ao provincial Alexandre de Gusmão. O final do termo de vereança desta data revela tão extraordinário quanto imprevisto desfecho.
Recebendo as últimas cartas regias resolveu a Câmara de São Paulo apresentar um rol de dúvidas a esclarecer para a eixata observância das prescrições da Coroa. Daí nasceu o papel das dúvidas dos moradores de São Paulo, datado de 27 de janeiro de 1694, documento de maior valor para o estudo do escravismo no Brasil. Assinaram-no cinco dos seis oficiais da Câmara paulistana e o Padre Provincial.